# Batalha de Ballaghmoon

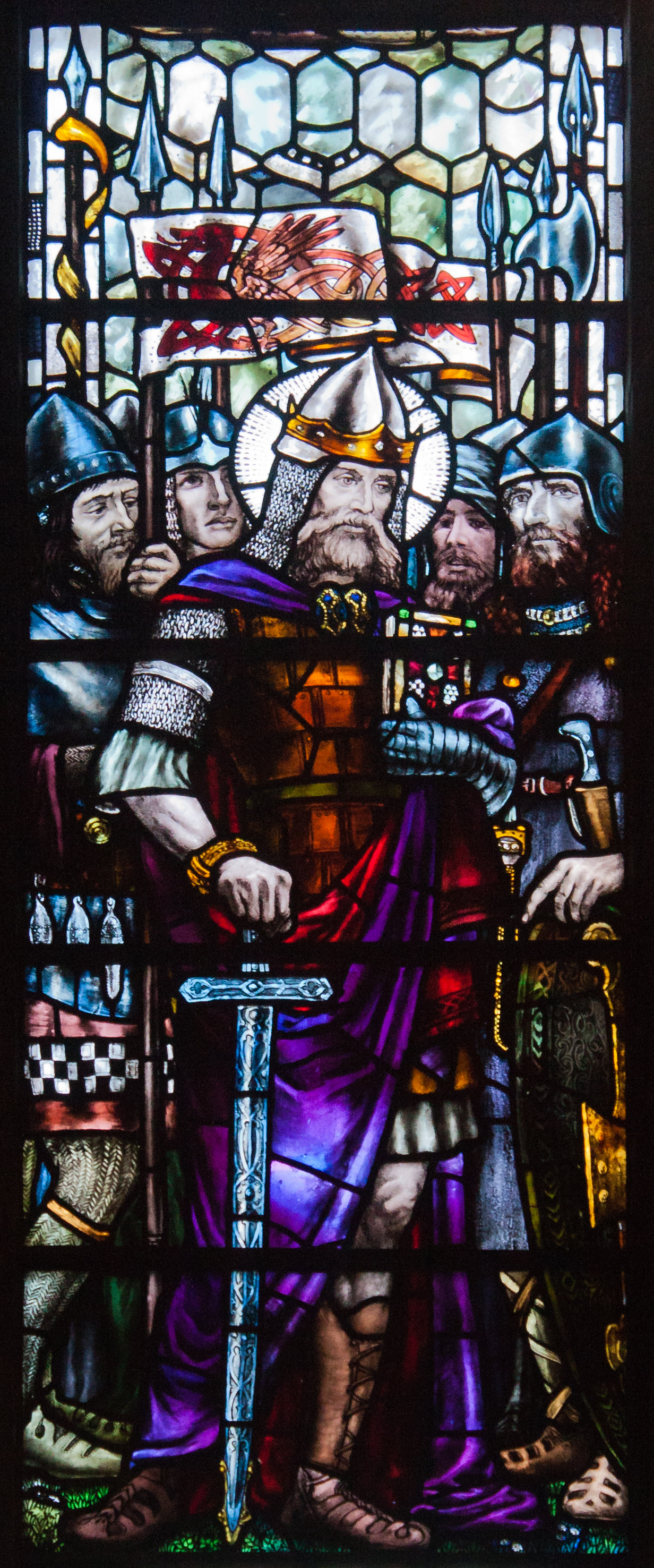
Vitral de Cormac, morto na batalha, na Catedral de São Patrício, em Dublim

A Batalha de Ballaghmoon (em irlandês moderno antigo: Cath Belaigh Mugna) foi uma batalha em Ballaghmoon (no sul do atual Condado de Kildare) entre Reino de Munster e uma coalizão liderada por Reino de Leinster em setembro de 908, que terminou com a derrota de Munster e a morte de Cormac mac Cuilennáin.